# SD Gundam: Winner's History
SD Gundam: Winner's History (ガンダムタクティクス Winner's History) est un jeu vidéo d'stratégie au tour par tour développé et édité par Bandai en mars 1995 sur Game Gear. C'est une adaptation en jeu vidéo de la série basée sur l'anime Mobile Suit Gundam et notamment Super Deformed Gundam,.